# Mixaderus madecassus
Mixaderus madecassus is een keversoort uit de familie schijnsnoerhalskevers (Aderidae). De wetenschappelijke naam van de soort werd in 1911 gepubliceerd door Maurice Pic.